# Соборна площа (Слов'янськ)
Соборна площа — центральна площа Слов'янська, що розташована у центрі міста, між вулицями Університетською та Центральною.

## Історія

### Дореволюційний Слов'янськ
У XVIII столітті ця місцевість була пасовищем з озером, у якому місцеві випасали худобу, здебільшого свиней. За переказами, у озері водилася велика риба, а вода була настільки чистою, що можна було побачити піщане дно.
У 1766 році тут була побудована Всіх-Святська дерев'яна церква, проте 1847 року ретельністю вірян і при значних пожертвування місцевого купця Якова Вишемірского перенесена на міське кладовище, а на цьому місці з'явився кам'яний Троїцький собор.
У 1876 місцевість забрукували, а вже через декілька років тут з'являється 3 торговельні ряди, а місцина отримує назву Базарна площа. Відтоді на площі відбувалася загальноміський ярмарок двічі на рік.

### Під час більшовиків
У 1919 році площа отримала нову назву Революції, на честь 130-ї річниці початку Великої французької революції.
У 1930-х роках купол і дзвіницю Троїцького собору було знесено, а будівлю реконструйовано. Тоді ж там почав працювати міський кінотеатр «КІМ». Також тоді вже на площі Жовтневої Революції з'явився пам'ятник Леніну.
У 1940-х роках, після 2 світової війни, торговельні ряди були знесені, а на їх місці був створений сквер, фонтан «Богатир», та міський автовокзал. У 1960-х міський автовокзал було перенесено на сучасне його місце, а у 1962 на місці колишнього побудована будівля Слов'янської міської ради.
У часи німецької окупації у 1942-1943 роках — майдан імені Тараса Шевченка.
У 1970-х на честь 300-річчя міста площу було реконструйовано: будівлю Троїцького собору було знесено, площу покрили асфальтом, замінили фонтан та пам'ятник Леніну.

### За незалежної України
У 2002 році на площі з'явився пам'ятник воїнам-інтернаціоналістам, а у 2012 — пам'ятник чорнобильської слави.
У 2006 році, як заміну Троїцькому собору, було споруджено Храм на честь Зішестя Святого Духа.
У квітні 2014, коли місто захопили проросійські бойовики, на площі знаходилася військова база силовиків, а навколишня територія блокувалася для сторонніх.
6 липня 2014 року, після повернення міста під контроль України, на площі встановлено Український прапор.
3 червня 2015, під час всеукраїнського Ленінопаду, пам'ятник Леніну було знесено.
11 вересня 2015 року площа Жовтневої Революції перейменована міською радою в Соборну площу.

## Пам'ятки
- Храм Святого Духа — ця сучасна церква стоїть на фундаменті Троїцького собору XVIII ст., який у Радянські часи був зруйнований.
- Пам'ятник чорнобильської слави.
- Пам'ятник загиблим воїнам-інтернаціоналістам.
- Слов'янська центральна бібліотека.
- Пам'ятник працівникам МВС, які загинули при виконанні службових обов'язків.

1. ↑  Офіційний сайт (портал) Слов’янської міської ради. www.slavrada.gov.ua. Процитовано 23 липня 2021.